# Minutemen (film)
Minutemen är en amerikansk film producerad av Disney Channel. I filmen spelar bland andra Jason Dolley, Luke Benward, Nicholas Braun och Chelsea Staub. Filmen blandar äventyr, romantik, komedi och science fiction.
Filmen spelades in under 2007 och släpptes 25 januari 2008 i USA.